# Tulu Welel
Le Tulu Welel (ou Tullu Welel) est une montagne de l'Ouest de l'Éthiopie. Avec une altitude de 3 240 m c'est le point culminant de la zone Kelam Welega dans la région Oromia[réf. souhaitée].

## Toponymie
Le nom de la montagne est d'origine oromo. Les habitants de la région considéraient le sommet comme sacré. Selon l'auteur Mohammed Hassan, le nom vient d'une montagne du woreda Meda Welabu qu'il considère comme le centre de dispersion des Boranas au début du XVIe siècle.

## Géographie
Le Tulu Welel fait partie des plateaux éthiopiens et se caractérise par des pics jumeaux[réf. souhaitée].